# Walsrode
Walsrode – miasto w Niemczech, w kraju związkowym Dolna Saksonia, w powiecie Heidekreis. 31 grudnia 2008 r. liczyło 24 069 mieszkańców. W pobliżu miasta znajduje się park ornitologiczny "Weltvogelpark Walsrode". 1 stycznia 2020 do miasta przyłączono gminę Bomlitz, która stała się automatycznie jego dzielnicą.

## Współpraca
Miejscowości partnerskie Walsrode:
- Gernrode, Saksonia-Anhalt
- Hibbing, USA
- Ковель (Kowel), Ukraina
- Zaltbommel, Holandia
- 🇵🇱 Gmina Kępice, Polska